# Mytroc
MyTroc est une jeune entreprise innovante française de troc de biens et de services fonctionnant avec une monnaie virtuelle.

## Historique
MyTroc.fr est fondée en octobre 2015, une plateforme de troc autour d'une monnaie complémentaires appelé la noisette, une monnaie virtuelle qui a un rôle d’outil d’échange non spéculatif,,,,.
En décembre 2016, l'entreprise reçoit l'agrément « Entreprise solidaire d'utilité sociale ».
En 2018, l'activité est étendue au milieu professionnel. L'entreprise propose des marchés en ligne d’économie circulaire en marque blanche pour recenser les ressources professionnelles disponibles, stockées, non utilisées, sous-exploitées, invendus, ou surplus, au sein des entreprises, administrations, organisation publique ou associative pour faire des économies et éviter le gaspillage,. De grands groupes des transports, de la distribution, de déchets, de la construction, mais aussi l’Etat et le service public - comme la SNCF, Enedis, Veolia, le groupe Spie, la région Bourgogne-Franche-Comté, Keolis, font appel à la solution dans leur politique de responsabilité sociétale des entreprises,. Elle est labellisée GreenTech Innovation par le Ministère de la Transition écologique,
En février 2020, Mytroc réalise une première augmentation de capital auprès de Makesense et Hippolyte Capital. Suivi d'une seconde, d’un million d’euros, auprès de plusieurs business angels, de Bpifrance, PIE et BNP Paribas en juillet 2022.
En novembre 2022, myTroc.fr compte 342 000 inscrits[réf. nécessaire].
En 2023, l'entreprise est finaliste du prix Business with Attitude par Madame Figaro dans la catégorie Nouvelles Solidarités.

## Distinctions
- Lauréat d’Acteurs du Paris Durable[14][source insuffisante]
- Lauréat de La nuit de l’économie collaborative et circulaire[15][source insuffisante]
- Lauréat du Grand Prix de la Good Économie 2021 avec le groupe Enedis[8][source insuffisante]